# Ringelhandgarnelen

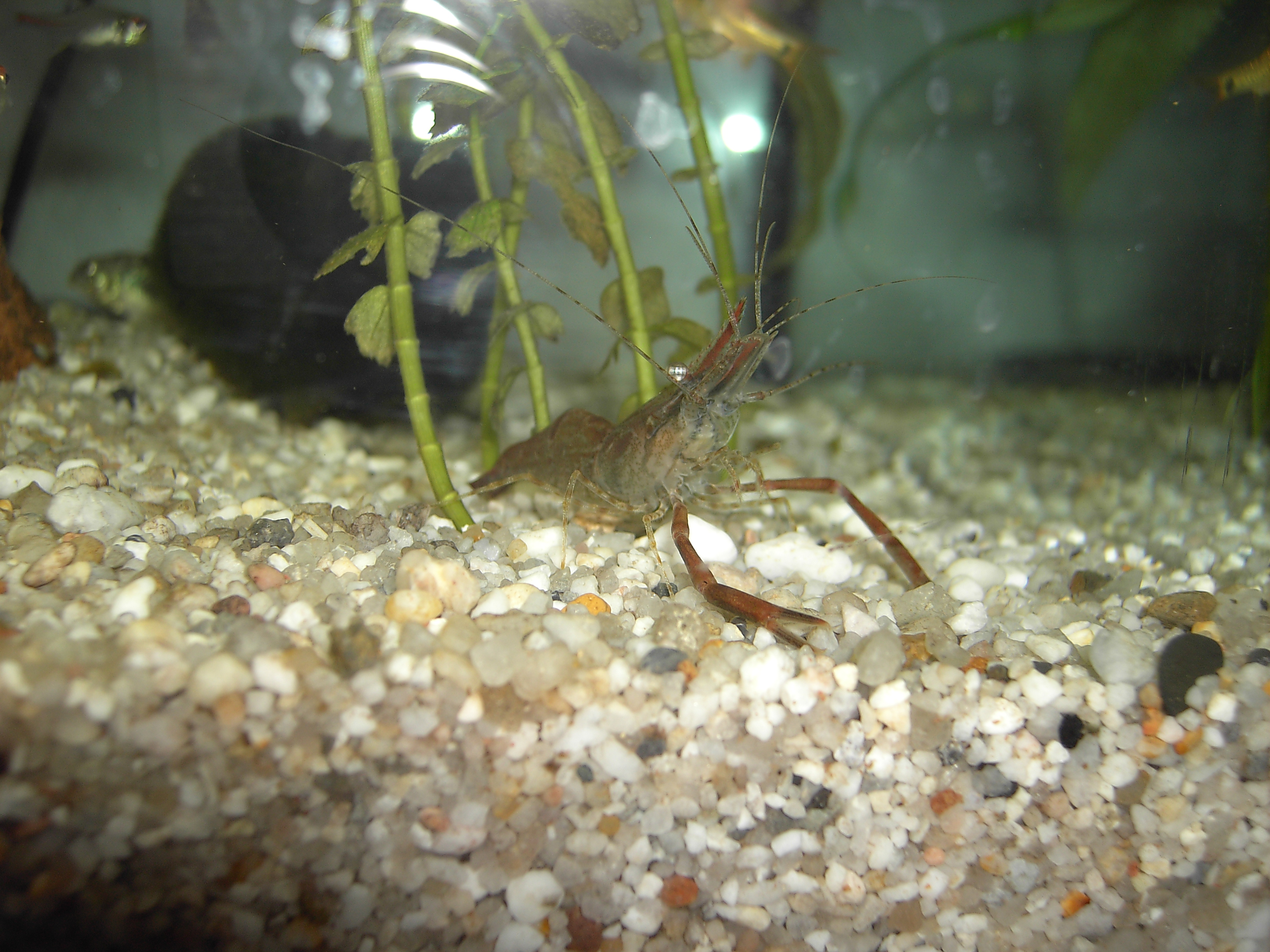
Macrobrachium assamense, männlich, fast ausgewachsen

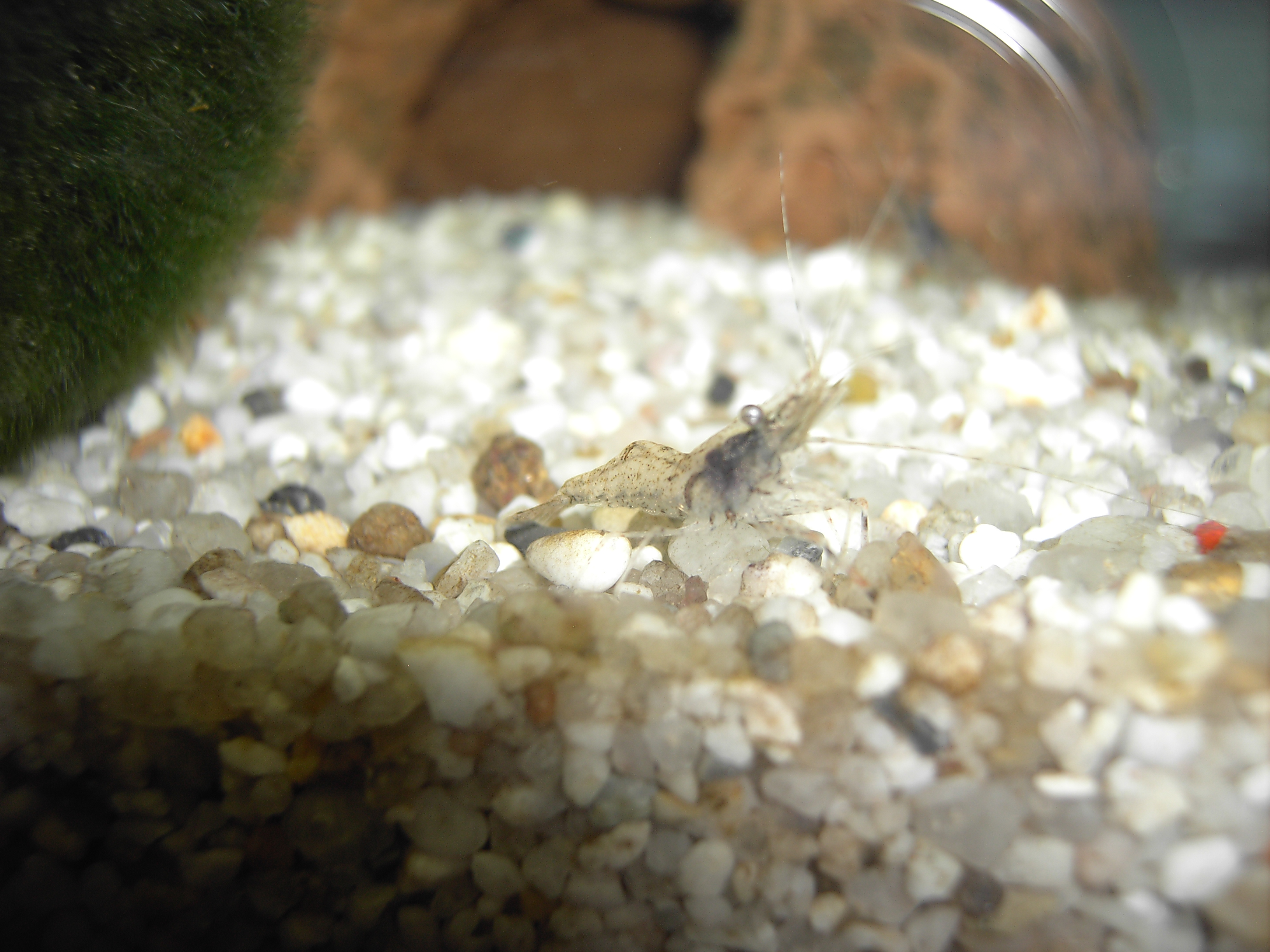
Macrobrachium assamense, ca. 3 Wochen alt

Als Ringelhandgarnelen bezeichnen Aquaristiker eine Gruppe eng verwandter Arten aus der Gattung Macrobrachium. Wie alle Großarmgarnelen der Felsengarnelen haben sie lange Scherenarme. Namensgebend für die deutsche Bezeichnung ist die auffällige Ringelfärbung der Schreitbeine bei den Jungtieren.

## Beschreibung
Als Ringelhandgarnele bezeichnet Cole 3 Arten. Die beiden aus der Gattung Macrobrachium gehören zu Tiwaris (1955) „Macrobrachium hendersoni-Artengruppe“. Gemeinsames morphologisches Merkmal sind die längsgerillten Scherenfinger des zweiten Schreitbeinpaares der Männchen. Diese Rillen sind mit dichten, pelzartigen Haaren besetzt. Macrobrachium dayanum unterscheidet sich von den anderen Arten dieser Gruppe dadurch, dass nur die zum Körper gelegene Hälfte der Schneidekanten der Finger behaart ist.
- Ringelhandgarnele M. assamense[1](Tiwari, 1956)
- Ringelhandgarnele, Schokogarnele Macrobrachium dayanum (Henderson, 1893)[1]

Die 3. Art  wurde 2010 der damals neu erstellten Gattung Arachnochium zugeordnet:
- Blaue Ringelhandgarnele Arachnochium mirabile (Kemp, 1917)[1][4]

## Lebensraum und Verbreitung
Ersteinführung der Ringelhandgarnele um 1997, die Herkunft dieser Art ist nicht sicher bekannt, jedoch vermutet man, dass sie aus Asien stammt.  Macrobrachium-Arten sind aufgrund der Artenvielfalt der Gattung kaum zu identifizieren, was auch für die Ringelhandgarnele gilt.  Ihr deutscher Name ist eine Behelfskonstruktion ohne taxonomischen Wert.
Ringelhandgarnelen bewohnen Süßwasserbäche in hügeligen und Mittelgebirgsregionen Pakistans, Nordindiens und Myanmar bis nach Thailand. Von allen Vertretern dieser Gattung sind sie am besten an das Leben im Süßwasser angepasst.

## Lebensweise
Ringelhandgarnelen verstecken sich kaum, klettern gern auf Pflanzen umher, beobachten ihre Umgebung von einem erhöhten Platz oder suchen am Boden nach Futter. Untereinander behelligen sie sich kaum, sodass auch Jung- unter Alttieren aufwachsen. Frisch geschlüpfte Ringelhandgarnelen entwickeln sich innerhalb nur eines Larvenstadiums zur juvenilen Form.